# Adler Lajos

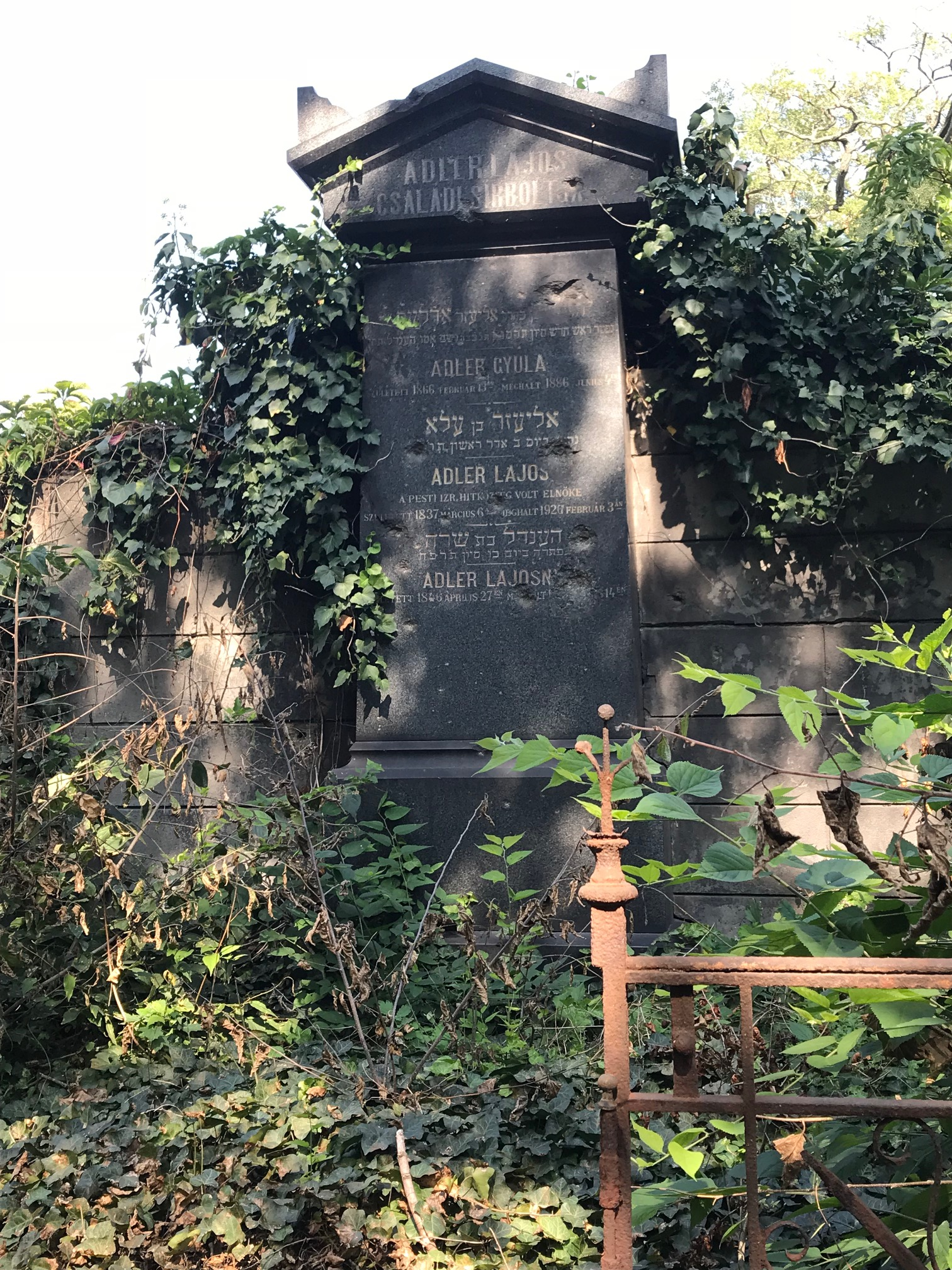
Sírja a Salgótarjáni utcai zsidó temetőben

Adler Lajos (Szenc, 1837. március 6. – Budapest, 1927. február 3.) banktulajdonos, a Pesti Izraelita Hitközség elnöke.

## Élete
Adler Fülöp és Kaufmann Anna fia. A bécsi politechnikum elvégzése után bankpályára ment és 1865-ben Budapesten megalapította az Adler Lajos és Fia bankcéget. Számos nagy ipari vállalat igazgatósági tagja volt. A felekezeti életben vezető szerepet játszott. Évtizedekig volt a Pesti Izraelita Hitközség jótékonysági, majd kultuszelljárója, 1913–1916-ig pedig elnöke. Munkásságával nagyban hozzájárult a hitközség fejlődéséhez.
Házastársa Lichternstern Hermina (1846–1928) volt, akit 1865. június 5-én Pesten vett nőül.